# Noël Martin Joseph de Necker
Noël Martin Joseph de Necker (též Natalis-Josephi de Necker; 25. prosince 1730 Lille – 30. prosince 1793 Mannheim) byl německý lékař a botanik francouzského původu.
Necker byl osobním lékařem falckého kurfiřta v Mannheimu a ve funkci „falckého botanika“ se zabýval především mechorosty. Na jeho počest byla pojmenována čeleď mechorostů Neckeraceae.

## Spisy
- Deliciae gallobelgicae silvestres, seu Tractatus generalis plantarum gallo-belgicarum (2 sv., 1768).
- Methodus Muscorum per Clases, Ordines, Genera (Juniperus dilatata & Juniperus sabina var. tamariscifolia) (Mannheim, 1771).
- Physiologia muscorum per examen analyticum de corporibus variis naturalibus… (Mannheim, 1774).
- Traité sur la mycitologie, ou Discours sur les champignons en général… (Mannheim, 1783).
- Phytozoologie philosophique, dans laquelle on démontre comment le nombre des genres et des espèces, concernant les animaux et les végétaux, a été limité et fixé par la nature… (Neuwied, 1790).
- Elementa botanica… Accedit corollarium ad Philosophiam botanicam Linnaei spectans, cum phytozoologia philosophica lingua gallica conscripta (Neuwied, 1791).